# Ensisheim

Ensisheim este o comună în departamentul Haut-Rhin din estul Franței. În 2009 avea o populație de 7.205 de locuitori.

## Evoluția populației
| An        | 1975  | 1982  | 1990  | 1999  | 2006  | 2009  |
| --------- | ----- | ----- | ----- | ----- | ----- | ----- |
| Populație | 5.685 | 5.780 | 6.164 | 6.640 | 6.933 | 7.205 |